# 张明春
张明春（1938年5月—1994年6月29日），中国黑龙江呼兰人，中国人民解放军将领，曾任中国人民解放军第28集团军政治委员，少将军衔。六四事件中因消极抗命而被降职。

## 生平
张明春1938年出生于呼兰，早年曾在呼兰二中就读。1955年8月，加入中国人民解放军，进入第三坦克学校任学员。1958年加入中国共产党。同年起在第38军服役，担任114师坦克319团中型坦克营一连一排任见习副排长。1960年2月，任作战训练见习参谋。同年4月任师政治部干部科见习助理员，6月任助理员。1970年初，调任总参谋部李天佑副总参谋长办公室秘书。同年末回到第38军任政治部干部处干事。1971年4月，任干部处副处长。1973年出任114师政治部主任。1978年进入解放军政治学院学习。1981年，升任114师政治委员。1984年，任第38军政治部主任。次年又升任第24集团军政治委员。1988年6月，调任第28集团军政治委员。同年9月，晋升为少将军衔，并当选为第七届全国人大代表。
1989年六四事件中，张明春所在的第28集团军于6月3日受戒严指挥部之命进入天安门广场进行清场。但张明春以及军长何燕然率领部队消极抗命，进军行动迟缓，未能在预定时间进入北京。6月4日清场行动过后，军队在木樨地附近被民众堵截。戒严部队总指挥刘华清下令第28集团军反击，但张明春与何燕然未予理会。下午5点第28集团军全部撤走。第28集团军也是六四事件中唯一一支成建制没有抵达指定位置的戒严部队。1989年12月，他被中央军事委员会免去第28集团军政治委员职务。1990年6月，调任为吉林省军区副政治委员。
1994年6月29日，张明春因病在沈阳病逝，终年56岁。